# Carl Werner
För andra betydelser, se Karl Werner.
Carl Olof Enok Werner, född 3 januari 1879 i Karlstad, död 26 maj 1967 i Lund, var en svensk teckningslärare. Han var far till Gösta Werner och bror till Oscar Werner.
Werner avlade 1900 teckningslärarexamen vid Högre konstindustriella skolan och 1911 studentexamen i Lund, där han blev filosofie kandidat 1913, filosofie licentiat 1918 och filosofie doktor 1924. Han blev teckningslärare i Ystad 1903 och i Lund 1909. Han var intendent i Ystads fornminnesförening 1907–10, sekreterare i Teckningslärarnas riksförbund 1914–29 och ordförande i Södra Sveriges teckningslärareförening 1920–45.
Werner var även ordförande i Svenska Röda Korsets Lundakrets II 1927–36, i Katedralskolans konstförening 1911–45 och i Lunds konststudio från 1940. Han var kurator i Värmlands nation i Lund 1921–26, teckningssakkunnig i skolkommittén 1918, ledamot av och sekreterare i 1936 års yrkesskolsakkunniga, ledamot av Akademiska föreningens överstyrelse i Lund. Han var hedersledamot av Värmlands nation i Lund, Ystads fornminnesförening, Lunds Röda Kors-kår, södra Sveriges teckningslärarförening och Katedralskolans konstförening. 
Werner företog resor till ett flertal länder för pedagogiska och konsthistoriska studier. Han författade Korsvirkesarkitekturen i Sverige (1924), Lärobok i geometrisk ritning för allmänna läroverk, samskolor och andra skolor (I–II, flera upplagor), Blick på byggnadskulturen i det nuvarande Lund (1926), en lång rad beskrivningar över svenska städer samt uppsatser och recensioner. Han är begravd på Sankt Peters Klosters kyrkogård i Lund.